# 学生運動
学生運動（がくせいうんどう）は、学生が行う社会運動を指す名称。主に学生による社会的・政治的な運動を指すが、広義では文化運動も含める。本項では文化運動も含めた広義の学生運動について解説する。

## 概要
学生運動の起源は、中世ドイツにおける大学自治権要求運動である。中国の五四運動のように近現代においても社会変革の大きな勢力の一つとなった。1960年代末に中華人民共和国、フランス、アメリカ合衆国、ドイツ、イタリア、日本などで世界的な発展を見せた（詳細はスチューデント・パワーを参照）。

## 日本
日本の学生運動は、大正デモクラシーの時期に始まり、戦後には1960年の安保闘争、1968-70年の全共闘に代表される武装闘争路線が発生した。1970年以降は運動の過激化などを理由として新左翼勢力による学生運動は急激に勢いを失った。一方で、2010年代にはSEALDsによる運動が発生し、2020年代現在も学生自治や社会問題などを主題とした様々な運動が発生している。

## 学生運動を描いた作品
※日本を題材にした作品は日本の学生運動を参照。

### 小説
- ジェームズ・クネン『いちご白書』
- ギルバート・アデア『ドリーマーズ』

### 映画
- チャン・ジュナン『1987、ある闘いの真実』
- スチュアート・ハグマン『いちご白書』
- メイベル・チャン『玻璃の城』
- スー・イーシュエン『青春の反抗』
- ベルナルド・ベルトルッチ『ドリーマーズ』
- ハンス・ワインガルトナー『ベルリン、僕らの革命』
- マヌエル・ウエルガ『サルバドールの朝』